# Szachtar Gorłówka
Szachtar Gorłówka (ukr. Футбольний клуб «Шахтар» Горлівка, Futbolnyj Kłub "Szachtar" Horliwka) – ukraiński klub piłkarski z siedzibą w Gorłówce, w obwodzie donieckim.
W latach 1959 – 1973, 1976 – 1988 występował w rozgrywkach Mistrzostw ZSRR, a w latach 1998 – 2000 w rozgrywkach ukraińskiej Drugiej Lihi.

## Historia
Chronologia nazw:
- 1913: FOGAZ Gorłówka (ukr. ФОГАЗ Горлівка, ros. «ФОГАЗ» Горловка)
- 1926: Metalist Gorłówka (ukr. «Металіст» Горлівка, ros. «Металлист» Горловка)
- 1933: Dynamo Gorłówka (ukr. «Динамо» Горлівка, ros. «Динамо» Горловка) – po fuzji z Hirnyk Gorłówka (ukr. «Горняк» Горлівка, ros. «ФОГАЗ» Горловка)
- 1936: Wuhlari Gorłówka (ukr. «Вуглярі» Горлівка, ros. «Угольщики» Горловка)
- 1936: Awangard Gorłówka (ukr. «Авангард» Горлівка, ros. «Авангард» Горловка)
- 1946: Awangard Gorłówka (ukr. «Авангард» Горлівка, ros. «Авангард» Горловка) – po fuzji z Stachanoweć Gorłówka (ukr. «Стахановець» Горлівка, ros. «Стахановец» Горловка)
- 1947: Szachtar Gorłówka (ukr. «Шахтар» Горлівка, ros. «Шахтёр» Горловка)
- 1981: Wuhłyk Gorłówka (ukr. «Вуглик» Горлівка, ros. «Уголёк» Горловка)
- 1982: Szachtar Gorłówka (ukr. «Шахтар» Горлівка, ros. «Шахтёр» Горловка)

Kiedy w 1914 Ligi miast ukraińskich utworzyli Południoworosyjski Związek Piłki Nożnej, w Gorłowce zostało założone pierwsze piłkarskie towarzystwo Gorłowskiego artyleryjskiego zakładu, w skrócie FOGAZ (rus. Футбольное общество Горловского артиллерийского завода – ФОГАЗ). Podstawę klubu stanowili piłkarze wcześniej reprezentujące drużynę robotników artyleryjskiego zakładu, działającej od 1911 roku.
Klub uczestniczył w różnych rozgrywkach piłkarskich Carskiej Rosji, a potem pierwszych mistrzostw Ukraińskiej SRR.
W 1923 w Gorłowce wybudowano nowy stadion Gorniak. Występować na nim rozpoczęła założona drużyna Gorniak Gorłowka, składająca się z piłkarzy, którzy od 1911 reprezentowali górników Korsuńskiego Rudnika.
W 1926 FOGAZ zmienił nazwę na Metalist Gorłówka, a w 1928 do niego przyłączył się klub Gorniak Gorłówka i klub rozpoczął występy na głównym miejskim stadionie Gorniak.
W 1932 klub zmienił nazwę na Dynamo Gorłówka.
W 1936 z nazwą Wuhilnyky Gorłówka debiutował w rozgrywkach Grupy W pierwszych Mistrzostwa ZSRR. Również osiągnął 1/4 finału mistrzostw Ukraińskiej SRR. Doniecki Szachtar, który otrzymał miejsce w pierwszych mistrzostwach wtedy nie miał ani swojego stadionu ani dobrej drużyny piłkarskiej. Dlatego jego miejsce zajął klub Wuhilnyky Gorłówka, który rozgrywał swoje mecze domowe w Gorłowce, chociaż był przedstawiony jako Wuhilnyky Stalino. W końcu sierpnia 1936 w Doniecku został wybudowany stadion i założony klub Stachanowiec Stalino, do którego przeszła większość piłkarzy gorłowskiej drużyny. Jesienią 1936 w Grupie W kontynuował występy Stachanowiec Stalino, a gorłowski klub musiał ponownie zaczynać od zera. W 1937 klub nazywał się Metalist Gorłowka, a od 1938 Awanhard Gorłowka. W rozgrywkach Pucharu ZSRR w 1938 uczestniczyli trzy gorłowskie kluby – Awanhard Gorłowka, Stachanowiec Gorłowka, Azot Nowa Gorłówka. W 1946 Awanhard Gorłowka startował w Trzeciej Grupie, wschodniej strefie ukraińskiej.
W 1958 w Gorłowce został wybudowany nowy stadion Szachtar. Dwie najlepsze drużyny Awanhard Gorłowka i Stachanowiec Gorłowka połączyli się w jeden klub Szachtar Gorłowka. W 1959 klub startował w Klasie B, strefie ukraińskiej. W 1963 po kolejnej reformie systemu lig radzieckich spadł do Klasy B, strefy ukraińskiej. W 1969 zajął drugie miejsce w swojej grupie, a potem również był drugim w turnieju finałowym, co umożliwiło potem występować w Drugiej Lidze, strefie ukraińskiej. W sezonie 1981 klub występował pod nazwą Wuhłyk Gorłówka po czym przywrócił nazwę Szachtar Gorłowka. W 1988 zajął ostatnie 26 miejsce w Drugiej Lidze i pożegnał się na 3 lata z rozgrywkami na szczeblu profesjonalnym.
Od początku rozgrywek w niezależnej Ukrainie klub występował w rozgrywkach Przejściowej Lihi, ale zajął 13 miejsce i pożegnał się z rozgrywkami profesjonalnymi. W sezonie 1993/94 zajął drugie miejsce w 5 grupie Amatorskiej Ligi i zdobył awans. W sezonie 1994/95 ponownie startował w rozgrywkach Trzeciej Lihi, ale zajął 18 miejsce i ponownie pożegnał się z rozgrywkami na szczeblu profesjonalnym – nie utrzymał się w Pierwszej Lidze i spadł do Drugiej Lihi. W sezonie 1997/98 zajął trzecie miejsce w 4 grupie Amatorskiej Lihi, ale tak jak Szachta Ukraina Ukraińsk, który zajął drugie miejsce w grupie zrezygnował z turnieju finałowego, Szachtar Gorłowka w turnieju finałowym o awans zajął czwarte miejsce, a potem w turnieju play – off drugie miejsce, które dało awans do Drugiej Lihi. W sezonie 1998/99 zajął 11 miejsce, ale w następnym sezonie ukończył tylko rundę jesienną. Klub pozbawiono statusu profesjonalnego i w pozostałych meczach rundy wiosennej uznano porażki – :+.
Obecnie jako drużyna amatorska kontynuuje występy w rozgrywkach Mistrzostw i Pucharu obwodu donieckiego.

## Sukcesy
- Klasa B, turniej finałowy Ukraińskiej SRR:

11 miejsce: 1961
- Puchar ZSRR:

1/128 finału: 1959/60, 1961, 1962, 1970
- Druha Liha:

11 miejsce: 1998/99
- Puchar Ukrainy:

1/128 finału: 1994/95